# Charlton-on-Otmoor
Charlton-on-Otmoor – wieś w Anglii, w hrabstwie Oxfordshire, w dystrykcie Cherwell. Leży 12 km na północny wschód od Oksfordu i 82 km na północny zachód od Londynu. W 2001 miejscowość liczyła 426 mieszkańców.